# Hotel Grand w Łodzi
Hotel Grand – hotel w Łodzi, funkcjonujący nieprzerwanie od 1887 roku, zlokalizowany przy ul. Piotrkowskiej 72 (na rogu z ul. R. Traugutta).

## Historia hotelu

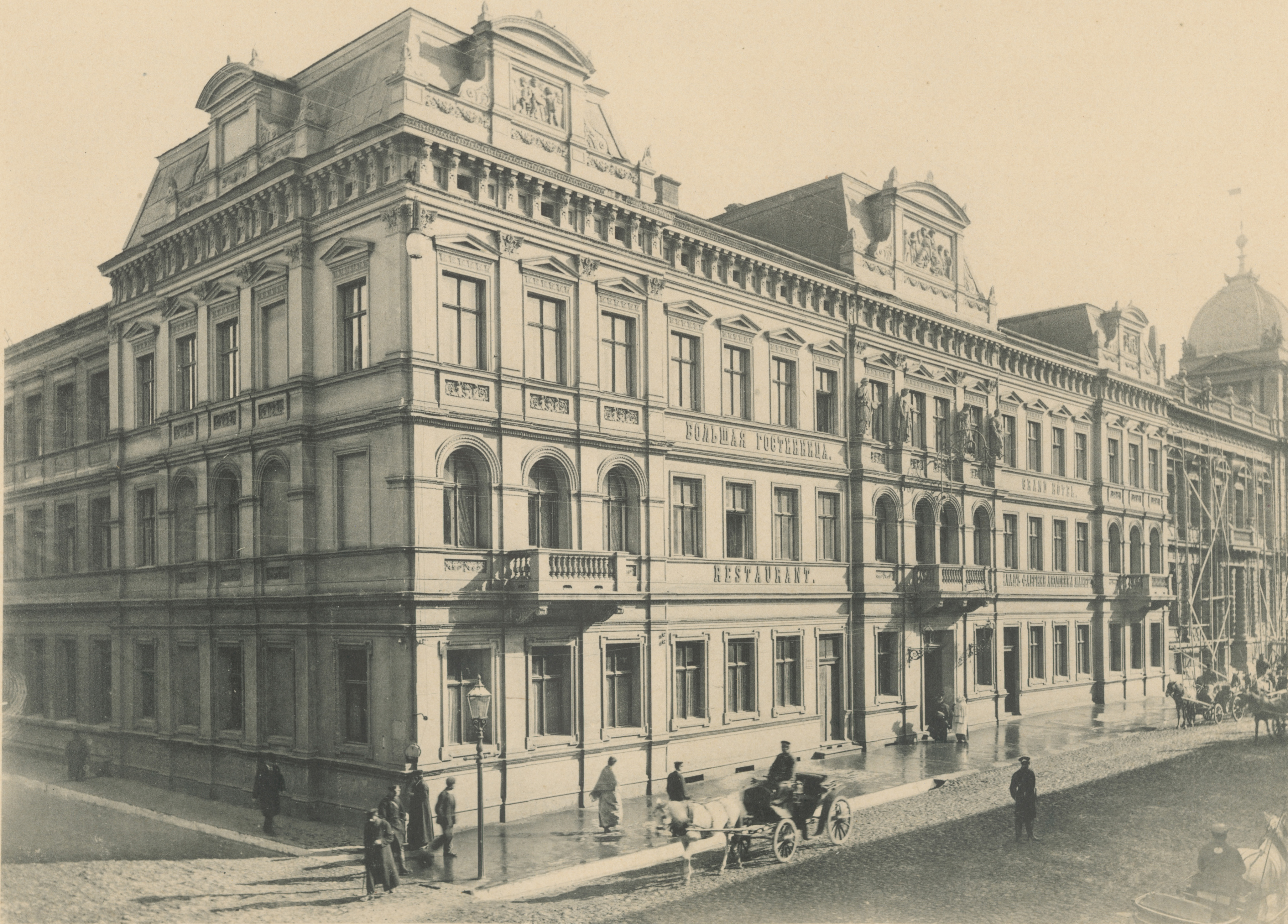
Hotel i restauracja Grand na fotografii Bronisława Wilkoszewskiego, 1896

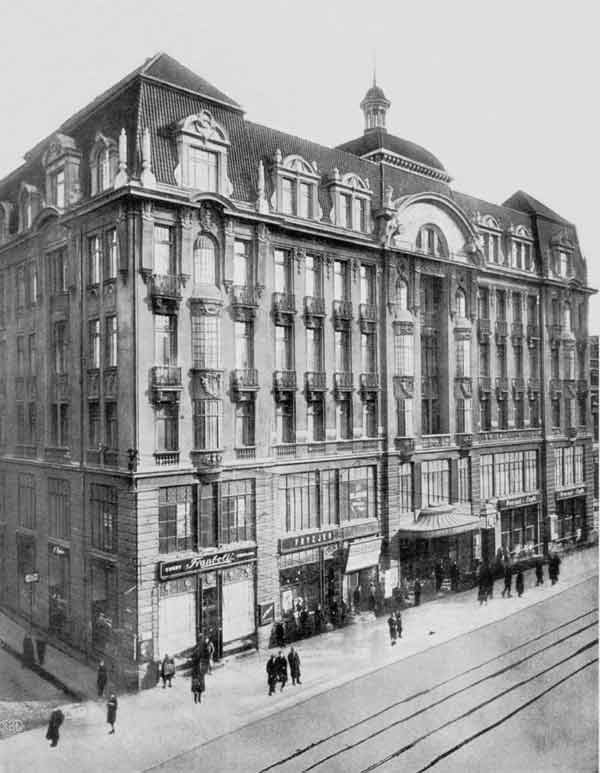
Hotel Grand w okresie międzywojennym

Posesja, na której powstał przyszły hotel została wyznaczona (w postaci dwóch parcel) w latach 1824–1828 podczas regulacji osady przemysłowej „Łódka”, przeznaczonej pod osiedlenie tkaczy lnu i bawełny. W 1842 roku parcele w dzierżawę wieczysto-czynszową otrzymali tkacze bawełny: J. Müller oraz L. Ulner, którzy wystawili na froncie każdej parceli parterowy drewniany dom z poddaszem. W latach 1842–1849 w domu Müllera nauczyciel Mikołaj Olszewski prowadził prywatną szkołę elementarną. W 1860 roku Edward Hentschel nabył drogą wymiany parcelę Müllera, a po śmierci Ulnera, po wygranym przetargu w 1867 roku, kupił sąsiednią działkę. Już po pierwszej transakcji Hentschel zainwestował kapitał wystawiając budynki fabryczne, w których znajdowały się tkalnia, farbiarnia, apretura i składy towarów. W 1872 roku wyburzył frontowe domy budując w ich miejscu dwupiętrowy, murowany dom z attyką, ozdobnymi gzymsami, fryzami i płaskorzeźbami, w którym przeznaczył jego parter na kantor, sklep i skład fabryczny, a wyższe kondygnacje na mieszkania na wynajem. Dwa lata później w wyniku pożaru zniszczeniu uległa część fabryki, której właściciel nie chciał odbudowywać. W 1875 roku Ludwik Meyer odkupił wraz z Juliuszem Kunitzerem fabrykę od Hentschla, by cztery lata później zostać jej jedynym właścicielem. Po przeniesieniu w roku 1885 produkcji do osady „Mania”, Meyer zdecydował o przebudowie budynków przy Piotrkowskiej na „dom gościnny” Hotel Grand. Autorem projektu budowy z roku 1872 oraz przebudowy budynku z 1887 był Hilary Majewski. Hotel, mający 45 pokoi, otwarto 9 października 1887 roku. W 1896 roku hotel miał salę balową, restaurację i 70 pokoi.
Po przebudowie Meyer wydzierżawił hotel Piotrowi Schwartzowi, a w roku 1904 sprzedał Towarzystwu Akcyjnemu „Grand Hotel” za 475 000 rubli (właścicielem akcji był Bank Handlowy). Na początku hotel miał oświetlenie gazowe, by w roku 1906 zainstalować oświetlenie elektryczne (zasilane z lokalnej dynamomaszyny poruszanej przy pomocy gazu), a w 1907 roku zostać włączonym do miejskiej sieci energetycznej. W kilku apartamentach były łazienki. Większość pokoi wyposażona była w przenośne umywalki, do których dostarczano wodę wiadrami. Wnętrza były ogrzewane przez piece, które w zależności od standardu pokoju były z kafli porcelanowych, fajansowych lub zwykłych. Z przestrzeni recepcyjnej na piętro prowadziły schody marmurowe, na korytarzach były posadzki, w pokojach parkiety i podłogi z desek. Drzwi wejściowe od ul. Piotrkowskiej były dwuskrzydłowe z gzymsami i ozdobami. W środkowej części wewnętrznego dziedzińca hotelu był wspaniale urządzony ogród. W 1911 roku akcje od Banku Handlowego odkupiło konsorcjum fabrykantów i kupców, którzy zdecydowali o kolejnej przebudowie budynku.

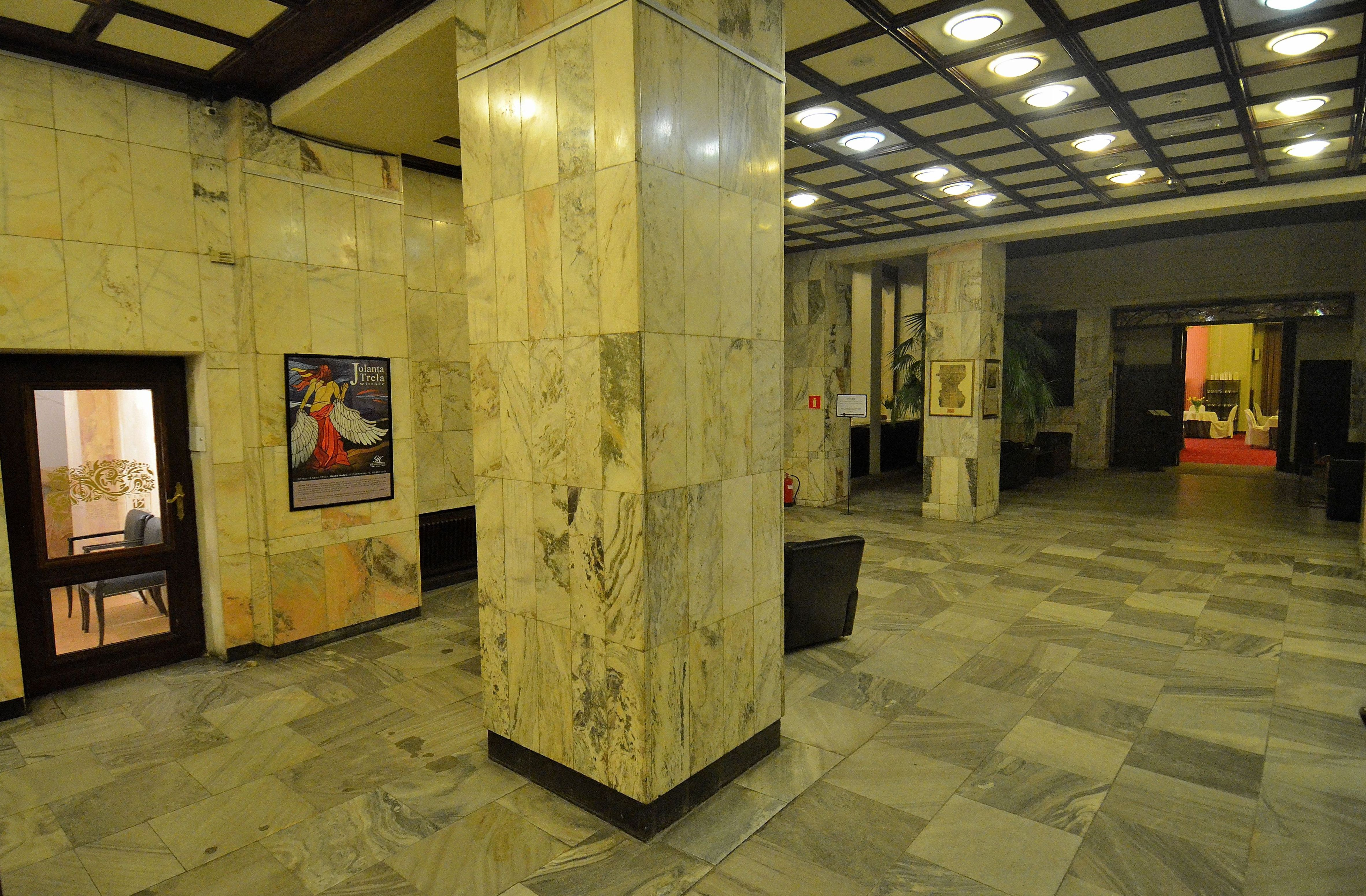
Lobby

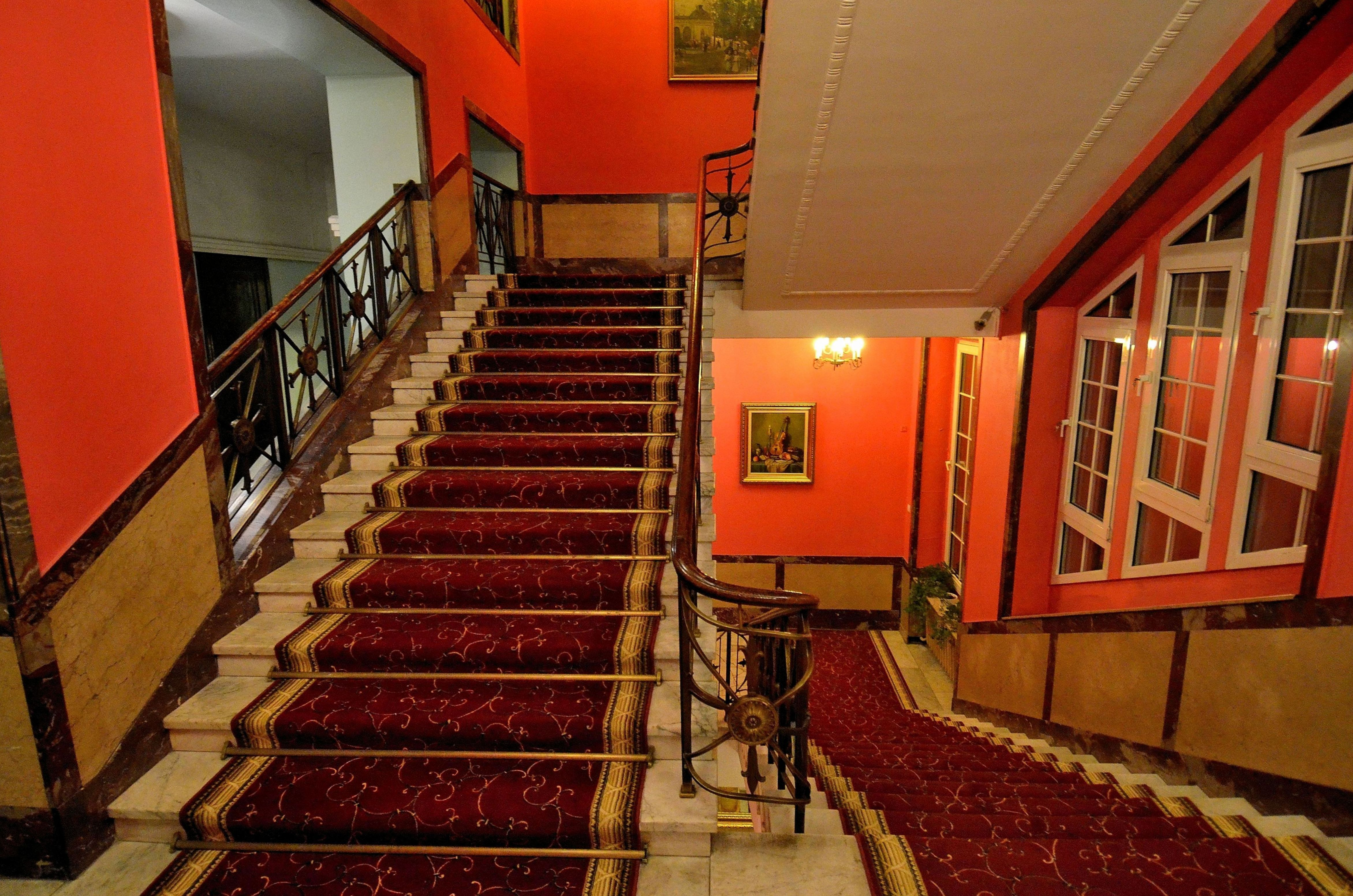
Klatka schodowa w Hotelu Grand

Drugiej przebudowy budynku hotelu dokonano w latach 1912–1913 według projektu Majewskiego i Dawida Landego. Podczas tej przebudowy obiekt zyskał „nowy wyraz architektoniczny, bliski estetyce modernizmu”. Hotel dysponował 150 pokojami, bogato wyposażonymi, odpowiednio rozplanowanymi, w tym 50 było urządzonych luksusowo. Każdy pokój wyposażono w instalację sanitarną z dopływem zimnej i ciepłej wody. Hotel dysponował siecią telefoniczną. Część pokoi o wyższym standardzie została wyposażona w łazienki, a dla reszty na każdym piętrze przygotowano ogólnodostępne węzły sanitarne. W pokojach hotelowych były urządzenia sygnalizacyjne do wzywania służby hotelowej, które za pośrednictwem kolorowych lampek informowały o numerze pokoju oczekującego obsługi. Na piętrach zostały zaaranżowane pokoje kelnerskie z szafami do elektrycznego podgrzewania posiłków, połączone z kuchnią windami kelnerskimi i łącznością telefoniczną. Drzwi wejściowe wymieniono na obrotowe. Do dyspozycji gości były dwie windy. Kuchnia została urządzona zgodnie z ówczesnymi standardami. Wyroby cukiernicze były produkcji własnej. Na potrzeby hotelu w podziemiach zorganizowano niewielką piekarnię. Dział gastronomii dysponował urządzeniem do produkcji lodu, które jednocześnie spełniało rolę chłodni i zamrażalni. W piwnicach zlokalizowano magazyny żywności i napojów alkoholowych. Zorganizowano również wytwórnię wód gazowanych. Wnętrza wykonała drezdeńska firma „Raumkunst”. Oprócz restauracji na parterze znajdowała się wiedeńska kawiarnia, sklep „Margot” i zakład fryzjerski. Całości założenia dopełniał ogród koncertowy z kolumnami i siedem sklepów z wejściami od ulicy Krótkiej (obecnie Traugutta) i Piotrkowskiej. Głównym akcjonariuszem konsorcjum został baron Ludwik Heinzel.
21 czerwca 1908 roku otwarto w hotelu kino, które funkcjonowało do końca lat trzydziestych. W latach 1945–1947 w sali tej mieścił się w teatr „Syrena”, a w latach 1965–1988 „Teatr 7.15”.
Po roku 1945 hotel poddawany był kolejnym remontom, podczas których elewacja utraciła swój pierwotny wystrój. Z hotelu korzystało wiele osobistości, m.in. pisarze Władysław Reymont i Henryk Sienkiewicz, muzycy Artur Rubinstein i Ignacy Jan Paderewski, czy tenor Jan Kiepura.
W 2009 roku Hotel Grand oferował 161 pokoi. Dysponował sześcioma wielofunkcyjnymi, nowoczesnymi, wyposażonymi w profesjonalny sprzęt salami konferencyjnymi, miał dwie restauracje, bar kawowy „Cafe Grand” oraz lobby bar.
Właścicielem hotelu w roku 2008 został Holding Liwa należący do działających m.in. w branży hotelowej braci Likusów, którzy odkupili go od Orbisu. Zapowiedziano wówczas generalny remont po zakończeniu renowacji kupionego niemal równocześnie warszawskiego Prudentialu. Prace remontowe rozpoczęto w 2020 roku. Przewiduje się podniesienie kategorii hotelu do pięciu gwiazdek. Ma mieć basen, dwukondygnacyjny podziemny parking, ponad 200 pokojów (zamiast 160), szklany dach nad dziedzińcem, odnowiona scena nieistniejącego już Teatru 7.15.

## Odniesienia w kulturze
Hotel został umieszczony w fabule powieści Ziemia obiecana Władysława Reymonta. Przed hotelem, na ul. Piotrkowskiej, znajduje się Aleja Gwiazd filmu polskiego. Apartamenty hotelu noszą imiona aktorów polskich: Beaty Tyszkiewicz, Jana Machulskiego, Krystyny Jandy, Janusza Gajosa, Marka Kondrata, Daniela Olbrychskiego, Jerzego Stuhra oraz apartament Artura Rubinsteina.
W hotelu był realizowany program telewizyjny Iwony Łękawy z cyklu Gwiazdy w Grandzie.

### Filmy ze scenami zrealizowanymi w hotelu
- w 1975 Zaklęte rewiry Janusza Majewskiego
- w 1981 Vabank Juliusza Machulskiego
- w 1990 Ucieczka z kina „Wolność” Wojciecha Marczewskiego
- w 1991 Kroll Władysława Pasikowskiego
- w 1993 Lepiej być piękną i bogatą Filipa Bajona
- w 2001 Reich Władysława Pasikowskiego
- w 2003 Inland Empire Davida Lyncha
- w 2018 Zimna wojna Pawła Pawlikowskiego